# Königlich Bayerisches 4. Infanterie-Regiment „König Wilhelm von Württemberg“
Das 4. Infanterie-Regiment „König Wilhelm von Württemberg“ war ein Verband der 8. Infanterie-Brigade der Bayerischen Armee. Der letzte Friedensstandort des Regiments war Metz.

## Geschichte

### Entstehung
Das Regiment wurde am 14. März 1706 in Italien aufgestellt. Die ersten Stammtruppen wurden aus den bayerischen Gefangenen aus den Gefängnissen von Pavia, Cremona und Allessandria und aus Überläufern sowie Landeskindern unter französischen Sold von Brigadier Joseph de St. Jure Chevalier de Mercy rekrutiert. Es bestand aus zwei Bataillonen zu je sechs Kompanien und war in Allessandria sowie in Vienne untergebracht. Am 26. Juni 1706 fand eine erste Musterung mit 70 Offizieren und 492 Mann statt, zu denen noch 115 Mann im Anmarsch waren. Das Regiment erhielt nur eine Leibfahne aus weißer Seide mit einem aufgemalten Muttergottesbildnis und zwei Ordinari-Fähnl (weiß-blau gestreift).

### Spanischer Erbfolgekrieg(1706/14)
Bei Asti stand das Regiment mit 600 Mann am 7. Juli 1706 in Ungarn in Bereitschaftstellung. Von den Gefechten bei Turin vom 3. August bis 7. September 1706 sind wenig Einzelheiten bekannt. Am Ende der Schlacht waren noch 400 Mann übrig. Erster Oberstkommandant (die Bezeichnung Kommandeur wurde erst ab 1878 gebräuchlich) wurde am 1. Februar 1707 Franz Joseph Wiguleus Freiherr von Lerchenfeld. Am selben Tag wurde Oberst Emanuel Franz Joseph Chevalier de Bavière zum ersten Inhaber des Regiments ernannt, dessen Namen („Chevalier de Bavière“) es ab 16. Februar 1707 trug. Das Regiment wurde 1707 auf 6 Kompanien abgerüstet. Vom 1. Januar 1709 bis 19. Mai 1716 war Kurfürst Max Emanuel von Bayern selbst Inhaber des Regiments, das in der Zeit die Bezeichnung „Royal Bavière“ erhielt. Das Regiment trat in französische Dienste und wurde in Metz sowie Roth bei Weißenburg stationiert. Das Kommando über das Regiment übernahm am 1. Januar 1709 Oberst Chevalier de Bavière. Es erhielt himmelblaue Ordinari-Fahnen mit einem breiten Rand blau-weißer Wecken und einem weißen mit goldenen Lilien besäten Kreuz. Von den Gefechten bei Freiburg vom 22. September bis 1. November 1713 ist nur der Tod von zwei Lieutenanten bekannt.
Um den 15. Juli 1715 nahm das Regiment die Reste des Regiments „Reding“ auf. Am 1. April 1716 blieben zwei Kompanien unter Oberst Chevalier des Bavière mit den französischen Fahnen in Metz zurück, die übrigen Truppenteile kehrten nach feierlicher Weihe und Übergabe von drei neuen Fahnen am 13. April 1716 im Fort Louis unter Oberst Freiherr von Lerchenfeld nach Bayern zurück. Die Garnison des Regiments wurde Amberg, die einzelnen Einheiten/Teileinheiten nahmen in Nabburg, Hirschau, Eschenbach, Grafenwöhr, Kirchenthumbach, Rötz und Kemnath Quartier. Am 19. Mai 1716 wurde Freiherr von Lerchenfeld zum Inhaber des Regiments ernannt, das in Regiment zu Fuß „Lerchenfeld“ umbenannt wurde. Am 15. Juni 1716 wurden fünf neue Fahnen beschafft, so dass nunmehr alle Kompanien eine eigene Fahne hatten.

### Feldzüge gegen die Türken (1717/18 und 1737 und 1739)
Am Krieg 1717/1718 nahmen vom Regiment das I. und II. Bataillon in Stärke von insgesamt 1395 Mann teil. Es war in drei Bataillone mit zwei Grenadier- und 15 Füsilier-Kompanien gegliedert. Das Regiment war an der Belagerung von Belgrad (18. Juli bis 18. August 1717) beteiligt. Am 16. August 1717 musste eine Kompanie im Kampfe bei Nacht die Fahne den Türken überlassen, welche jedoch noch am selben Tage durch ein schneidiges Kommandounternehmen unter Hauptmann Dulac wieder zurückgeholt werden konnte. Hierbei hatte das Regiment drei Gefallene, drei verwundete Offiziere, die alle ihren Verwundungen erlagen, einen verwundeten Feldkaplan, 10 Verwundete und 51 Kranke hinzunehmen. Am 9. Mai 1718 wurden 531 Mann Ersatz eingegliedert.
1721 bestand das Regiment aus zwei Grenadier- und zehn Füsilier-Kompanien. Garnisonsstadt war zu der Zeit Ingolstadt. Am 1. Februar 1730 folgte Generalmajor Ossalco Graf von Minucci dem zuvor verstorbenen Feldmarschall-Lieutenant Alexander Marquis von Maffei als Inhaber des Regiments nach. Das vormalige Regiment zu Fuß „Maffei“ wurde zugleich in Regiment zu Fuß „Minucci“ umbenannt. Mit dem 24. September 1730 wurde das III. Bataillon mit fünf Füsilier-Kompanien errichtet. Am 27. Juni 1732 gab das Regiment 101 Mann zur Aufstellung des Regiments „Prinz Joseph Ludwig“ ab. Das I. Bataillon wurde 1732 nach Straubing versetzt. Am 26. Februar 1733 trat Johann Georg Karl von Mooran die Stelle des Oberstkommandanten an. 1735 verlegte das Regiment nach Straubing, wobei Teile in Fürth, Viechtach, Regen, Zwiesel, Oberhofen, Plattling, Vilshofen und Stadtamhof einquartiert wurden.
1737 wurde das I. Bataillon mit sechs Kompanien als Teil des bayerischen Hilfskorps für Österreich unter GWM Graf Minucci abgegeben. Am 17. August 1738 war das Regiment an den Gefechten an der Ratza ohne Verluste beteiligt. In der Schlacht bei Grocka am 22. Juli 1739, die mit einer Niederlage der Kaiserlichen Armee endete, verlor das Regiment sieben Offiziere, darunter den Oberstkommandanten Oberst von Mooran, und 28 Mann als Verstorbene und 67 Verwundete. Zugleich erhielt es 159 Mann Ersatz. Im Gefecht bei Pancsova am 30. August 1739 im Zuge der Rückzugsgefechte hatte das Regiment keine Verluste aufzuweisen. Gemäß Testament stiftete der verstorbene Oberstkommandant von Mooran den seiner Zeit außerordentlichen Betrag von 10.025 Gulden. Die Zinsen dieser Stiftung sollten Witwen und Waisen von Offizieren und Unteroffizieren zugutekommen. Das Vermögen wurde erst im 19. Jahrhundert aufgebraucht.

### Österreichischer Erbfolgekrieg(1741/48)
Im Gefecht bei Neuhaus am 12. November 1741 erlitt das Regiment nur wenig Gefallene, es wurden jedoch ein Offizier und 54 Mann gefangen genommen. Während des Rückzugs auf Linz gerieten zwei Hauptleute und 49 Mann in Gefangenschaft. Vom 1. bis 4. Januar 1742 wurden 22 Offiziere und 773 Mann gefangen genommen, zwei Standarten gingen verloren. In der Schlacht bei Schärding am 17. Januar 1742 waren vom gesamten Regiment noch 21 Mann übrig, der Rest war gefallen (79 Mann), verwundet, gefangen und vermisst (296 Mann). Anschließend waren die übrigen Teile des Regiments als Garnison in Linz einquartiert, das nach Belagerung durch habsburgische Truppen am 24. Januar 1742 3 Offiziere und 78 Mann verließen. Bei einem Gefecht bei Kelheim am 10. April 1742 nahmen 100 Bayern und 200 Pfälzer unter Führung des Regiments teil. Am 27. Juli 1742 war das Regiment nach dem Gefecht bei Frauenberg noch 110 Mann stark. Im August 1742 war wieder auf etwa 1200 Mann angewachsen. Bei der Belagerung von Prag vom 31. August bis 10. September 1742 hatte das Regiment 3 Tote zu beklagen. Die dort stationierten bayerischen Truppen (4., 5. und 10. Infanterie-Regiment) starben 99 Mann an Krankheiten und 46 Mann desertierten. In den Gefechten bei Braunau und Rosenheim im Mai 1743 verlor das Regiment nochmals etwa 200 Mann. Am Ende des Krieges (März 1745) zählte das Regiment noch 1094 Köpfe.
Am 12. August 1746 wurde Oberst Franz Servatius de la Rosée zum Oberstkommandant ernannt. Zwischen 1745 und 1793 wechselte das Regiment öfters seine Garnison von Ingolstadt nach Straubing; außer von 1756 bis 1764, da war es in Braunau stationiert.

### Teilnahme amSiebenjährigen Krieg(1757/59)
Das Regiment stellte das I. und II. Bataillon zum Auxiliarkorps ab. Während der Einnahme der Festung Schweidnitz (13. Oktober bis 12. November 1757) verlor es einen Toten und zwei Verwundete. In der Schlacht von Breslau vom 22. bis 24. November kam das Regiment mit sieben Gefallenen und 24 Verwundeten davon. Nach der Schlacht von Leuthen am 5. Dezember 1757 lagen 34 tote Regimentsangehörige auf dem Schlachtfeld. Zudem wurden neun Offiziere und 111 Mann verwundet sowie zwei Offiziere und 58 Mann gerieten in preußische Gefangenschaft. Im Juni 1758 war das Kontingent des Regiments Teil des Kombinierten Regiments „La Rosée“ und kämpfte bei Olmütz. Während der Gefechte an der Neiße vom 3. Oktober bis 6. November 1758 hatten die bayerischen Infanterie-Regimenter (4., 5. und 10.) nur drei Tote zu beklagen, aber der Oberstkommandant des 5. Infanterie-Regiments (Oberst Marquis de Gravisi), 2 Hauptleute und 293 Mann gerieten in Gefangenschaft. Als im Januar/März 1759 das Auxiliarkorps nach Bayern zurückbeordert wurde, hatte das Regiment eine Stärke von 954 Mann, davon 116 Kranke.
Am 15. Januar 1759 wurde Oberst La Rosée zum Inhaber des Regiments ernannt, das zugleich in Regiment zu Fuß „de la Rosée“ umbenannt wurde. Am 19. August 1775 wurde Generalmajor Max Emanuel Graf von der Wahl Inhaber des Regiments, das zugleich in Regiment zu Fuß „Graf Wahl“ umbenannt wurde. Ab 1. Januar 1790 erhielt es die Bezeichnung 5. Füsilier-Regiment „Graf Wahl“. Am 1. Juni 1791 wurde Generalmajor Franz Graf von Zedtwitz Inhaber des Regiments (5. Füsilier-Regiment „Graf Zedtwitz“). Am 16. April 1792 wurde Generalmajor Klemens von Weichs zum Inhaber ernannt, das Regiment wurde jedoch erst am 10. Juni 1800 in Infanterie-Regiment „von Weichs“, nach dessen Tod am 16. Februar 1801 in Infanterie-Regiment „vacant Weichs“ umbenannt. 1793 war das Regiment auf die Standort Mannheim, Mainz und Straubing verteilt.

### Koalitionskriege
Das Regiment war im August 1794 an den Gefechten bei Fischbach und Kaiserslautern beteiligt. Beim Kampf um die Zahlbacher Schanze am 1. Dezember 1794 fiel ein Mann, zehn Mann wurden verwundet. Am 27. Mai 1799 wurde das Regiment auf ein Bataillon abgerüstet, das nach dessen Oberstkommandant Andreas von Krohne Infanterie-Bataillon „Krohne“ bezeichnet wurde. Vom 11. Mai bis 2. Oktober 1800 war es beim Landesverteidigungskorps, dann im Auxiliarkorps eingesetzt. Es bestand seiner Zeit aus 25 Offizieren und 764 Mann. Im April 1801 war das Regiment in zwei Bataillone zu je einer Grenadier-Kompanie und vier Füsilier-Kompanien gegliedert. Im Krieg gegen Österreich war das Regiment der 2. Brigade unterstellt und bei Lofer, Kufstein und Iglau eingesetzt.
Am 27. März 1804 wurde Generalfeldzeugmeister Joseph Ferdinand Maria Graf von Salern († 7. Dezember 1805) zum Inhaber des Regiments ernannt, zugleich erhielt es die Bezeichnung 4. Linien-Infanterie-Regiment „Graf Salern“, nach dessen Tod entsprechend „vacant“.
Im Krieg gegen Preußen (1806/07) war das Regiment wiederum der 2. Brigade (Generalleutnant von Raglovich)/1. Division (Generalleutnant von Deroy) unterstellt. Erwähnenswert ist das Gefecht bei Sierock am 14. Mai 1807, in dem der Oberstkommandant Oberst von Pierron und 30 Mann fielen sowie 8 Offiziere und 65 Mann verwundet wurden.
Unter denselben Unterstellungsverhältnissen nahm das Regiment am Krieg gegen Österreich 1809 teil. Während der Schlacht bei Eggmühl am 22. April 1809 verlor das Regiment einen Toten. Auf dem Pass Lueg hielt das Regiment vom 1. bis 5. Mai 1809 die Stellung und büßte 11 Tote, 50 Verwundete und 31 Vermisste ein. An der Erstürmung des Bergisel am 1. November 1809 hatte das Regiment – soweit bekannt – nur geringe Verluste. Es blieb bis Ende des Jahres als Besatzungstruppe in Tirol.
Am 8. Januar 1811 wurde Generalleutnant Friedrich Herzog von Sachsen-Hildburghausen († 29. September 1834) zum Inhaber des Regiments ernannt, zehn Tage später wurde es in 4. Linien-Infanterie-Regiment „Herzog von Sachsen-Hildburghausen“ umbenannt.

#### Feldzug gegen Russland 1812
Das Regiment trat unter der 2. Brigade mit zwei Bataillone zu je sechs Kompanien in Stärke 1800 Mann an. In der Schlacht bei Polozk am 18. August 1812 fielen drei Offiziere und acht Mann und sechs Offiziere wurden verwundet. Die Anzahl der verwundeten Mannschaften ist nicht bekannt, aber unter den damaligen Verhältnissen kam eine schwere Verwundung einem Todesurteil gleich. Die 3. Kompanie hatte nach der Schlacht zum Beispiel nur noch 13 Mann. Am 20. September 1812 entschloss sich General Wrede, die Fahnen der Regimenter gegen Quittung an Kriegskommissar Amann zu übergeben, weil Wrede glaubte, dass die geschwächten Regimenter nicht mehr in der Lage seien, die Fahnen im Gefecht zu verteidigen. Die Fahnen wurden bei einem Kosakenüberfall bei Uschatsch geraubt. Am 18. und 19. Oktober 1812 wurden aus den beiden Bataillonen nach den Gefechten an der Strudina jeweils eine Kompanie von 80 Mann gebildet. Beim Gefecht bei Crasowka am 12. Dezember 1812 sind die letzten 20 Mann des Regiments gefallen oder wurden vermisst.

#### Feldzug gegen Frankreich 1813/15
Das Regiment stellte an die 1. Brigade unter General von Lamotte ein Bataillon ab. Am 30./31. Oktober 1813 warf sich das bayerische Kontingent Napoleons Truppen bei Hanau entgegen, aber Napoleon wurde mit den bayerisch-österreichischen Truppen schnell fertig. Das Regiment musste 20 Gefallene, sechs Offiziere, darunter der Oberstkommandant Oberst Matthias Fortemps, und 93 Mann als Verwundete sowie 16 Offiziere und 267 Mann als Vermisste hinnehmen. Von 22. Dezember 1813 bis 10. Januar 1814 war das Regiment bei Hüningen eingesetzt. In der dortigen Schlacht am 5. April 1814 erhielt Hauptmann Heinrich Graf Guiot du Ponteil von General Friedrich Freiherr von Zoller den Auftrag, den Maschikuli-Turm, die kleine Flesche im Bereich des Abaduzi-Monuments sowie die Sternschanze zu nehmen. Nachdem mit zwei Batterien der Turm unter Feuer genommen worden war, besetzte du Ponteil den Maschikuliturm und nahm den Abschnitt von dort bis zur kleinen Flesche. Nach Meldung an General von Zoller erhielt er den Befehl, die Sternschanze zu erstürmen, zumal von dort immer noch Widerstand geleistet wurde. Mit Freiwilligen aus verschiedenen Regimentern griff er unverzüglich die Sternschanze an, überraschte den Feind zunächst am Glacis vor der Schanze, dann an der Brustwehr derselben. Trotz Feuers aus der nahe gelegenen Festung konnte du Ponteil die eroberten Teile halten. Du Ponteil zeichnete sich besonders für sein rasches und geschicktes Handeln aus. Außerdem hatten die beteiligten Einheiten nur einen einzigen Leichtblessierten zu beklagen. Für die Erstürmung des Maschikuli-Turms wurde er mit dem Ritterkreuz des Militär-Max-Joseph-Ordens ausgezeichnet. Das Regiment verlor bei den Kämpfen um den Maschikuli-Turm insgesamt 12 Gefallene und 37 Verwundete. In Schlettstadt musste es am 10. Januar 1814 nochmals 16 Gefallene und mehrere Verwundete ertragen.
1814 wurde das Regiment in Regensburg stationiert. Am 16. Juli 1814 gab das Regiment zwei Grenadier-Kompanien in Stärke 7 Offiziere, 21 Unteroffiziere und 227 Mannschaften zur Bildung des Grenadier-Garde-Regiments ab, die meisten landeten jedoch beim 1. Infanterie-Regiment. Am 27. November 1815 nahm das Regiment das IX. und XX. National-Feld-Bataillon Regensburg als IV. und V. Bataillon auf. Zum 26. Juni 1817 wurde das III. (Reserve-)Bataillon aufgelöst, das IV. und V. Bataillon in III. und IV. Rahmenbataillon umgegliedert, welche am 1. Juni 1822 wieder aufgelöst wurden. Am 29. November 1838 wurde Generalmajor Anton Freiherr von Gumppenberg (10. Januar 1787 – 5. April 1855) zum Inhaber des Regiments ernannt, zugleich wurde es in Infanterie-Regiment „Gumppenberg“ umbenannt. Im Jahre 1846 stiftete die Witwe des Generalleutnants von Theobald 60.000 Gulden. Die Zinsen sollten an vaterlose und ledige Töchter von Offizieren und Militärbeamten als Unterstützungsleistung ausgezahlt werden. Am 21. April 1848 wurde wieder ein III. Bataillon aufgestellt. Es war in den Garnisonsstädten Regensburg, Nürnberg und Bamberg untergebracht. Das Regiment wurde am 26. April 1848 in 4. Infanterie-Regiment „Gumppenberg“, ab 10. April 1855 in 4. Infanterie-Regiment „vacant Gumppenberg“ umbenannt. Im Jahre 1859 hatte das Regiment 18 Kompanien aufzuweisen.

### Reichskrieg gegen Dänemark1849
Das Regiment stellte für den Krieg das II. Bataillon in Stärke 28 Offiziere und 1010 Mann ab und wurde bei Düppel eingesetzt, wo es am 13. April 1849 einen Gefallenen und 11 Verwundete zu beklagen hatte, darunter den Bataillonskommandeur.
1851 verlegte das Regiment in die Pfalz (Kaiserslautern, Pirmasens, Zweibrücken, Speyer, Ludwigshafen, Kirchheimbolanden). 1857 kam das Regiment nach Aschaffenburg, das III. Bataillon wurde nach Würzburg ausgelagert. 1863 erfolgte die Umwandlung von 3 Füsilier-Kompanien in 3 Schützen-Kompanien.

### Krieg gegen Preußen 1866
Das II. und III. Bataillon (Kompaniestärke 144 Mann) wurde der 8. Brigade (Generalmajor Cella)/4. Infanterie-Division (Generalleutnant von Hartmann) unterstellt. Die Gefechtsstärke betrug 39 Offiziere, 122 Unteroffiziere, 35 Spielleute und 1303 Mann. Oberstkommandant war seiner Zeit Oberst Christian Ignaz August Erasmus Ritter von Mann, Edler von Tiechler. In den Gefechten bei Roßdorf (4. Juli 1866) und Roßbrunn (26. Juli 1866) mussten die Bataillone 11 Offiziere und 155 Mann als Verluste hinnehmen. Ansonsten kam es nicht mehr zum Einsatz.
Am 17. August 1866 wurde Heinrich Ritter von Thiereck zum Oberstkommandanten ernannt. Das Regiment war seiner Zeit in Aschaffenburg und Germersheim stationiert. Am 1. Juli 1868 gab das Regiment die 6. Schützen-Kompanie zur Aufstellung des 10. Jäger-Bataillons ab. Am 24. Oktober 1869 wurde König Karl von Württemberg zum Inhaber des Regiments ernannt, das zugleich die Bezeichnung 4. Infanterie-Regiment „König Karl von Württemberg“ führte.

### Deutsch-Französischer Krieg1870/71
Das Regiment trat in Stärke 68 Offiziere, 2736 Mann, 73 Pferde und 13 Fahrzeuge an. Oberstkommandant war seit dem 1. Februar 1870 Oberst Wilhelm Kohlermann. Am 12. November 1870 wurde ein immobiler Regimentsstab in München, das Landwehr-Bataillon 29 sowie ein Ersatz-Bataillon für die Dauer des Krieges errichtet. Das Regiment hatte zunächst ab 8. August 1870 den Auftrag zur Wegnahme der Zitadelle von Bitsch. Versuche, in die Zitadelle am 22./23. August und 4. September 1870 einzudringen, misslangen. Von 21. Oktober 1870 bis 23. März 1871 belagerte das II. und III. Bataillon des Regiments die Festung, die erst am 25. März 1871 kapitulierte. Die Gesamtverluste des Regiments vor Bitsch betrugen 3 Gefallene und 17 Verwundete, von denen 2 Mann ihren Verletzungen erlagen. Das I. Bataillon in Stärke 24 Offiziere und 947 Mannschaften verlegte vor Paris, wo es vom 16. Dezember 1870 bis 13. März 1871 als Belagerungstruppe vor Paris eingesetzt wurde. Ab 1871 war das Regiment in der Festung Metz und im Depot Germersheim stationiert.
Seit 1881 war Metz der Heimatstandort des gesamten Regiments. Zum 1. April 1881 wurde die 10. Kompanie zum 18. Infanterie-Regiment nach Landau versetzt, bei dem sie als 2. Kompanie eingegliedert wurde. Am 4. November 1891 wurde General der Kavallerie König Wilhelm von Württemberg zum Inhaber des Regiments ernannt, das am selben Tag in 4. Infanterie-Regiment „König Wilhelm von Württemberg“ umbenannt wurde. Kommandeur war damals Oberst Adolf von Lossow, der am 15. Februar 1889 das Kommando übernommen hatte. Am 2. Oktober 1893 wurde das IV. Halbbataillon mit der 13. und 14. Kompanie aufgestellt, welches am 1. April 1897 mit dem IV. Halbbataillon des 8. Infanterie-Regiments zur Aufstellung des neu aufzustellenden 23. Infanterie-Regiments in Saargemünd wieder abgegeben wurde. Zur China-Expedition im Jahre 1900 meldeten sich drei Offiziere, vier Unteroffiziere und 27 Mann freiwillig, drei Mann kehrten wegen Unfall oder Krankheit mit Todesfolge nicht zurück. Im Jahre 1904 meldeten sich vier Offiziere und 24 Mann freiwillig nach Südwestafrika. Im Jahre 1908 erfolgte die Aufstellung der 1. Maschinengewehr-Kompanie. Im selben Jahr wurde der General der Kavallerie Herzog Albrecht von Württemberg à la suite gestellt. Am 20. März 1914 wurde Oberst Karl Kleinhenz zum Regimentskommandeur ernannt.

### Erster Weltkrieg

#### 1914
Das Regiment trat in einer Gefechtsstärke von 80 Offizieren, 3.165 Mann sowie 235 Pferden (Stand: 2. August 1914) unter dem Kommando der 8. Infanterie-Brigade (Generalmajor Karl Riedl) südlich von Metz an. Es war der 33. Reserve-Division als Hauptreserve der 6. Armee zugeordnet. Im August 1914 wurde das I. Ersatz-Bataillon in Metz aufgestellt. Bei der Schlacht in Lothringen von 20. bis 22. August 1914 sollte es den Angriff auf Delme unterstützen, wurde jedoch auf Nomeny an der Seille eingeschwenkt. Mit I. und II. Bataillon vorn, das III. als Regimentsreserve folgend nahm das Regiment Nomeny und ging mit allen Bataillonen bis zum Abend westlich und südlich davon in Stellung. Die 4. und 8. Kompanie klärte von Brionne Mühle aus in Richtung Manoncourt auf, die 6. und 11. Kompanie gegen Süden. die Kompanien wurden jedoch wegen des bevorstehenden französischen Angriffs von Laborde zurückbeordert. Am 21. August verlor das Regiment bei der Verteidigung der Stellung 225 Mann. Am 25. August 1914 traf das Regiment (jetzt unter dem Oberbefehl der 5. Armee) im Zuge der Verfolgung auf frische, überlegene französische Truppen bei Etain. Dabei musste es als Gefallene 5 Offiziere und 27 Mann, als Verwundete 9 Offiziere und 209 Mann sowie 134 Vermisste hinnehmen. Es blieb jedoch standhaft, zwang zusammen mit dem 8. Infanterie-Regiment den Feind zum Abbruch des Angriffs und konnte eine gefährliche Lage an der linken Flanke der Armee bereinigen. Im September 1914 traf der erste Ersatz in Stärke 3 Offiziere, 6 Junker und 430 Mann. Ab 29. September 1914 wurde das Regiment unter dem V. preußischen Armee-Korps auf den Höhen von Combres eingesetzt, welche die Franzosen mit allen Mitteln (Sappen-, Minen- und Freifeldangriff) wieder in Besitz nehmen wollten.

#### 1915
Am 16. März 1915 wurde das II. Ersatz-Bataillon in Kaiserslautern aufgestellt. Am 19. und 27. März 1915 versuchten es die Franzosen nochmals bei Combres mit großem Einsatz von Personal und Material, das Regiment hielt jedoch stand. In diesen 10 Tagen verlor es 33 Offiziere und 700 Mann. Im Mai bis Juni 1915 war das Regiment bei Les Eparges und auf den Maashöhen schweren Angriffen ausgesetzt und verlor in den beiden Monaten 37 Offiziere und 1.103 Mann. Im Juli und Oktober 1915 nahm es Ersatz in Stärke 1.992 Unteroffiziere und Mannschaften auf. Über den Winter 1915/1916 verblieb das Regiment in diesem Frontabschnitt.
Bei Vaux-lès-Palameix errichtete das Regiment ein Denkmal für seine gefallenen Soldaten. Dieses wurde 2017 restauriert.

#### 1916
Der Kommandeur, Oberst Kleinhenz, wurde für das standhafte Verhalten in den Jahren 1915/16 am 5. Mai 1916 mit dem Ritterkreuz des Militär-Max-Joseph-Ordens ausgezeichnet. Im August 1916 wurde das Regiment der neu errichteten 14. Infanterie-Division unterstellt. Am 2. September 1916 begann das Regiment in Stärke 70 Offiziere und 2.687 Mann auf breiter Front die Souville-Nase (etwa 500 m tiefes französisches Stellungssystem im Zuge der Souville-Schlucht) anzugreifen, das am darauf folgenden Tag gelang. Bis 28. September 1916 hielt es das gewonnene Gelände (einige 100 m bis 700 m) gegen alle feindlichen Anstürme. Bis 16. September 1916 musste das Regiment 12 Offiziere und 204 Mann als Gefallene, 20 Offiziere und 742 Mann als Verwundete, 124 Vermisste sowie 5 Offiziere und 113 Mann als Kranke hinnehmen. Besonders schwerwiegend war der Ausfall von zwei Bataillonskommandeuren und elf Kompanieführern. Am 25. September 1916 wurde die 2. M.G.-Kompanie, im November 1916 die 3. M.G.-Kompanie aufgestellt. Am 29. September 1916 wurde Major Anton Hoderlein zum Kommandeur des Regiments ernannt.

#### 1917
Das Regiment wurde am 16. März 1917 im Zuge der Absetzbewegung auf die Siegfriedlinie dem 1. Reservekorps unterstellt und sofort ostwärts von Roclincourt in Stellung gebracht. Nach einem nicht vorstellbaren Artilleriefeuer und Bombenangriffen bis in die Tiefe griffen am 9. April 1917 die Engländer unter dem Schutz von Gasfeuern, Flammenwerfern, Rauchgeschossen, Tanks und Minensprengungen die dünn besetzten Linien des Regiments an, rieben die vorn eingesetzten Bataillone auf und wurde durch den Einsatz des III. Bataillons (Regimentsreserve) erst vor Fampoux (ca. 4 km) aufgehalten. Allein am 9. April sind 21 Offiziere und 944 Mann ausgefallen – das Regiment, ebenso die 14. Infanterie-Division waren nahezu ausgelöscht. Es wurden kurze Zeit später aus der Front herausgelöst, erhielt Ende April 1917 als Ersatz 9 Offiziere sowie 1213 Unteroffiziere bzw. Mannschaften und wurde an die Ostfront verlegt. Zudem am übernahm 23. April 1917 Oberstleutnant Ludwig Lindner das Kommando über das Regiment. Nach einem Brückenschlag über die Düna durch bayerische Pioniere trat das Regiment in Stärke 62 Offiziere und 2969 Mann am 1. September 1917 zum Angriff in Richtung Riga an und erreichte bis zum Abend die Kleine Jägel. Dabei beklagte es 45 Gefallene, 190 Verwundete und 38 Vermisste. Die am anderen Jägel-Ufer stark befestigten russische Stellungen wurden am folgenden Tag um Mittag erstürmt. Bei der Verfolgung durch ausgedehnte Wald- und Sumpfgebiete gelangte das Regiment bis zur Großen Jägel bei Halbgut Eisenhammer. Am 3. September erreichte es die Tumschuppe bei Balin. Am 4. September stand sie am Südufer der livländischen Aa bei Kashoz. Am 12. September 1917 stand das Regiment bei Warenbrock und trat auf den wenigen befestigten Geländeabschnitten tief gegliedert zum Angriff auf Jakobstadt an. Am 21. September war es bei der Eroberung des Vorwerks Malkaln beteiligt und stieß am 22. September weiter zum Gut Renneberg vor. Es beklagte hierbei 26 Gefallene, 84 Verwundete und 6 Vermisste. Es erbeutete 37 Geschütze, 11 Maschinengewehre und 1 Minenwerfer. Nach Kämpfen bei Kreuzberg-Kokenhausen wurde das Regiment nach dem Waffenstillstand am 22. Dezember 1917 wieder an die Westfront ostwärts von Reims verlegt.

#### 1918
Im Januar 1918 nahm das Regiment den letzten Ersatz von 200 Unteroffizieren und Mannschaften auf. Am 14. Februar 1918 wurde Major Otto Killermann zum Regimentskommandeur ernannt. Am 29. Mai 1918 wurde der Stab des III. Bataillons in seinem Gefechtsstand bei Avre verschüttet, wo der Bataillonsführer, zwei Leutnants und neun Mann ums Leben kamen. Am 8. August 1918 wurde das Regiment während des Gefechts bei Villers-Cotterêts auf ca. 350 Mann dezimiert und verlor fast alle Maschinengewehre. Am 10. August 1918 wurde es auf 40 Offiziere und 1.185 Mann aufgefüllt und erhielt 10 Maschinengewehre 08. Am 29. August 1918 gelangten die Engländer in den Rücken des vor Biaches in Stellung liegenden Regiments, das auf Peronne auswich und den Ort bis 1. September halten konnte. Zu dem Zeitpunkt hatte es eine Gefechtsstärke von 28 Offizieren und 1214 Mann sowie 6 Maschinengewehre 08. Das Regiment wich nun nach Bohain aus. Ab 2. September 1918 führte Oberstleutnant Hermann Ritter von Lenz das Regiment. Am 12. September 1918 wurde noch eine Minenwerfer-Kompanie etatisiert, aber nicht mehr körperlich aufgestellt. Am 12. Oktober 1918 wurde Major Theodor Probstmayr zum offiziell letzten Kommandeur des Regiments ernannt. Von 5. bis 25. November 1918 wurde es zum Grenzschutz in Bayern eingesetzt.
Das Regiment hatte während des Ersten Weltkriegs insgesamt verloren an
- Toten: 85 Offiziere sowie 2036 Unteroffiziere und Mannschaften
- Vermissten (bis Ende 1918): 37 Offiziere sowie 1489 Unteroffiziere und Mannschaften

Im Jahre 1926 galten immer noch ein Offizier und 608 Mann als vermisst. Es wurde damals angenommen, dass diese Vermissten den Krieg wohl nicht überlebt haben.

#### Ritter des Militär-Max-Joseph-Ordens
- 5. Mai 1916: Oberst Karl Ritter von Kleinhenz
- 1. September 1917: Hauptmann Wilhelm Ritter von Gademann (gefallen am 29. Mai 1918)
- 10. September 1917: Oberleutnant Ludwig Ritter von Finsterlin
- 2. September 1917: Leutnant Wilhelm Ritter von Schramm (1898–1983, jüngster Ritter des Militär-Max-Joseph-Ordens)
- 21. September 1917: Leutnant Hubertus-Maria Ritter von Heigl
- 3. Oktober 1918: Leutnant der Reserve Manfred Ritter von Ottnad

### Verbleib
Ab 3. Dezember 1918 erfolgte im Raum Mellrichstadt die Demobilisierung. Im März 1919 zählte das Regiment noch 400 Mann. Nachdem die Demobilisierung über die Abwicklungsstelle Würzburg abgeschlossen war, wurde das Regiment am 2. Juni 1919 aufgelöst.
Aus Teilen des Regiments wurde bereits am 1. April 1919 mit der Aufstellung eines Freiwilligen-Bataillons begonnen, das am 11. April zum Freiwilligen-Detachement Probstmayr übertrat und ab 15. Juni 1919 das II. Bataillon des Reichswehr-Infanterie-Regiments 45 bildete.
Die Tradition übernahm in der Reichswehr die 3. Kompanie des 21. (Bayerisches) Infanterie-Regiments in Würzburg.